# لي تشانغ مين (مغني)
لي تشانغ مين (بالكورية: 이창민) (من مواليد 1 مايو 1986 ويشتهر كثيرا باسم تشانغ مين). هو مغن من كوريا الجنوبية درس في معهد دونغ آه للإعلام والفنون وهو أقدم عضو في مجموعة تو أي إم الكورية، كما كان عضوا في الثنائي (Homme (band، جنبا إلى جنب مع لي هيون.

## الأعمال الفنية

### موسيقى تصويرية
| سنة  | عنوان                                                                     | الترتيب             | الترتيب                      | المبيعات             | ألبوم                                              |
| سنة  | عنوان                                                                     | غاون كوريا الجنوبية | جوائز بيلبورد كوريا الجنوبية | المبيعات             | ألبوم                                              |
| ---- | ------------------------------------------------------------------------- | ------------------- | ---------------------------- | -------------------- | -------------------------------------------------- |
| 2009 | "Don't Swallow (삼키지마)"                                                | -                   | -                            | - KOR (DL): -        | Telecinema Project Vol. 5 / A Dream Comes True OST |
| 2011 | "Can't I Love You (사랑하면 안될까)" (مع جين وون)                         | -                   | -                            | - KOR (DL): -        | حلم الشباب (مسلسل) - الجزء 6                       |
| 2012 | "Road of Tears (눈물길)" (with إم سل أنغ)                                 | -                   | -                            | - KOR (DL): -        | دكتور جين (مسلسل) - الجزء 3                        |
| 2012 | "Because I’m Sorry (들리지 않는 말)" (مع لي هيون)                         | -                   | -                            | - KOR (DL): -        | الأصابع الخمسة (مسلسل) - الجزء 2                   |
| 2013 | "I Only See One Person (한 사람만 보여요)" (مع المغنية داهي من فرقة غلام) | -                   | -                            | - KOR (DL): -        | أنت الأفضل لي سون شين (مسلسل) - الجزء 4            |
| 2013 | "Moment"                                                                  | -                   | -                            | - KOR (DL): 538, 082 | الورثة (مسلسل) - الجزء 3                           |
| 2014 | "Saying I Love You (사랑한단 말)" (مع جين وون)                            | -                   | -                            | - KOR (DL): -        | فندق الملك (مسلسل) - الجزء 2                       |
| 2014 | "Hope (바래)"                                                             | -                   | -                            | - KOR (DL): -        | جانغ بو ري هنا! (مسلسل) - الجزء 4                  |
| 2014 | "Love Comes With Goodbyes (사랑은 이별을 품고 온다)" (مع لي هيون)         | -                   | -                            | - KOR (DL): -        | حب لا نهاية لها (مسلسل) - الجزء 3                  |
| 2015 | "Mirage"                                                                  | -                   | -                            | - KOR (DL): -        | سوبر دادي يول (مسلسل) - الجزء 3                    |
| 2016 | "My Name That Cannot Be Sang"                                             | -                   | -                            | - KOR (DL): -        | أوبرا توراندوت                                     |
| 2016 | "That Light Trails (그 빛을 따라서) (مع ليزا)"                            | -                   | -                            | - KOR (DL): -        | أوبرا توراندوت                                     |
| 2016 | "Only I Can (오직 나만이) (مع ليزا، لي جونغ هوا، أوسانغ ون)"              | -                   | -                            | - KOR (DL): -        | أوبرا توراندوت                                     |
| 2018 | "Stand By Me (있어줘)"                                                    | -                   | -                            | - KOR (DL): -        | بين العشاق فقط (مسلسل) - الجزء 5                   |

### تعاونات
| سنة  | عنوان | الترتيب             | الترتيب                      | المبيعات                       | ألبوم |
| سنة  | عنوان | غاون كوريا الجنوبية | جوائز بيلبورد كوريا الجنوبية | المبيعات                       | ألبوم |
| ---- | --- | ------------------- | ---------------------------- | ------------------------------ | --- |
| 2008 | "Superman" (مع ماريو) | -                   | -                            | - كوريا الجنوبية(DL): -        | Superman (قرص رقمي) |
| 2009 | "Graduation (졸업)" (مع جو كوون) | -                   | -                            | - كوريا الجنوبية(DL): -        | Graduation (졸업) (قرص رقمي) |
| 2010 | "Star" (مع جيونغ جين وون و8إيت) | -                   | -                            | - كوريا الجنوبية(DL): -        | 8إيت - The Bridge |
| 2010 | "I Was Able To Eat Well (밥만 잘 먹더라)" (مع لي هيون) | -                   | -                            | - كوريا الجنوبية(DL): -        | I Was Able To Eat Well (قرص رقمي) |
| 2010 | "Let's Go" (مع باك غيو ري، سوهيون، جون كاي، Jaekyung، كم جونغ هيون، إي سونغ من، Kahi، Luna، Jieun، Junhyung، هيو غا يون، Min، G.O، بومكي، جينا، سون دام بي، سو إن غك، IU & Anna) | -                   | -                            | - كوريا الجنوبية(DL): -        | Group of 20 |
| 2011 | "Please Don’t Go (가면 안돼)" (مع San E و Outsider) | -                   | -                            | - كوريا الجنوبية(DL): -        | Please Don’t Go (قرص رقمي) |
| 2011 | "Man Should Laugh (남자니까 웃는거야)" (مع لي هيون) | -                   | -                            | - كوريا الجنوبية(DL): -        | Man Should Laugh (قرص رقمي) |
| 2013 | ""Meet, Taste, Right?! (만나 맛나 맞나?!)" | -                   | -                            | - كوريا الجنوبية(DL): -        | Kimpira Project Part 1 (قرص رقمي) |
| 2014 | "The Very Last First (마지막 처음)" (مع Melody Day) | 47                  | -                            | - كوريا الجنوبية (DL): 91 426+ | The Very Last First (قرص رقمي) |
| 2014 | "It Girl (잇걸)" (مع لي هيون) | -                   | -                            | - كوريا الجنوبية(DL): -        | Homme - Pour les femmes (1st Mini Album) [21.07.2014] قائمة أغاني 1. Luv Star 2. It Girl 3. There's No Way I Miss You (니가 그리울 리 없어) 4. After Work Date (퇴근길 데이트) 5. I Was Able To Eat Well (밥만 잘 먹더라) |
| 2015 | "3 Sec (3초)" (مع Kisum, لي هيون) | -                   | -                            | - كوريا الجنوبية(DL): -        | Double Kick Project Vol. 5 |
| 2015 | "No More Cry (울지 말자)" (مع لي هيون) | -                   | -                            | - كوريا الجنوبية(DL): -        | No More Cry (울지 말자) (قرص رقمي) [02.10.2015] |
| 2015 | "Ain’t No Love (사랑이 아냐)" (مع لي هيون) | -                   | -                            | - كوريا الجنوبية(DL): -        | Ain’t No Love (사랑이 아냐) (قرص رقمي) [03.11.2015] |

### المسلسلات
| سنة  | عنوان                                          | قناة                | ملاحظات                                           |
| ---- | ---------------------------------------------- | ------------------- | ------------------------------------------------- |
| 2009 | Star Golden Bell                               | كي بي إس            | 15.8.2009–8.5.2010                                |
| 2010 | Superstar K2                                   | إمنت                | الموجهون مع جآي وSupreme Team (band)              |
| 2011 | Food Essay                                     | أوليف تي في         | ضيف                                               |
| 2011 | Immortal Songs 2                               | كي بي إس 2          | متنافس                                            |
| 2012 | I Am Changmin                                  | دوكيو إم إكس تي في  | ضيف                                               |
| 2013 | God of Food Road                               | واي ستار            | مع بارك جي يون وجونغ جون ها (30.3.2013–22.3.2014) |
| 2014 | KBS Fly Top Striker Season 6 / Fly Shootdori 6 | كي بي إس إن سبورت   | مدرب                                              |
| 2014 | Immortal Songs 2                               | كي بي إس 2          | متنافس                                            |
| 2014 | The Choice of 100 People - The Best Ramen      | إم بي سي إفري وان   |                                                   |
| 2014 | Law of the Jungle - Costa Rica                 | نظام بث سول         |                                                   |
| 2015 | Masked Singer                                  | مؤسسة منهوا للإذاعة | متنافس                                            |
| 2015 | Immortal Songs 2                               | كي بي إس 2          | متنافس                                            |
| 2015 | Heir                                           | كي بي إس 2          | Road MC                                           |
| 2015 | My Pet Consulting                              | سكاي تي في          | MC                                                |
| 2016 | Duet Song Festival                             | مؤسسة منهوا للإذاعة | متنافس                                            |
| 2016 | روح الفتاة                                     | كي بي إس 2          | متنافس                                            |

### مسرحيات غنائية
| سنة  | عنوان             | الدور                  | ملاحظات                              |
| ---- | ----------------- | ---------------------- | ------------------------------------ |
| 2012 | قفص المجانين      | جون ميشيل              | دور البطولة                          |
| 2013 | الفرسان الثلاثة   | دارتانيان              | دور البطولة                          |
| 2013 | الأصدقاء          | لي جوون سيوك           | دور البطولة                          |
| 2014 | كافيين            | كانغ جي مين            |                                      |
| 2015 | الأداء            | بيونغ تاي              | دور البطولة                          |
| 2015 | توراندوت          | خلف                    | مهرجان دايجو الدولي للأوبرا الدورة 9 |
| 2015 | مسرح<Gorae Gorae> | بيونغ تاي، عازف الفرقة | مشروع كيم سو رو                      |
| 2016 | عضلات رومانسية    | دو جاي كي              | دور البطولة                          |

### راديوا
| سنة  | عنوان                      | قناة           | ملاحظة            |
| ---- | -------------------------- | -------------- | ----------------- |
| 2015 | KBS Changmin's Music Plaza | كي بي إس إف إم | دي جي (Sat & Sun) |

## روابط خارجية
- لي تشانغ مين على موقع ميوزك برينز (الإنجليزية)